# Langli
Langli (ursprünglich Langeleje, deutsch: langes Lager) ist eine kleine, unbewohnte Marschinsel in der Ho-Bucht nahe Esbjerg an der dänischen Nordseeküste. Langli erstreckt sich bei einer Fläche von 0,8 km² über zwei Kilometer von Nordwesten nach Südosten und ist über einen vier Kilometer langen Wattweg von Ho aus zu erreichen. Besuche sind zum Schutz der Vogelwelt aber nur zwischen 16. Juli und 15. September erlaubt.
Das Eiland gehört zur Varde Kommune in der Region Syddanmark und liegt im Kirchspiel Blåvandshuk Sogn. Einst zählte es zur Harde Vester Horne Herred im damaligen Ribe Amt, von 1970 bis 2007 zur Kommune Blåvandshuk, Ribe Amt.

## Geschichte
Langli war bis zur Burchardiflut 1634 Teil einer Halbinsel. Danach begann sich seeseitig eine zweite Halbinsel (Skallingen) zu bilden, die seither Langli gegen die offene See abschirmt.
Schon im 16. Jahrhundert wurde die Insel landwirtschaftlich genutzt, aber erst 1840 ließen sich zwei Familien dort dauerhaft nieder. Sie deichten die Insel ein und betrieben erfolgreich Ackerbau. 1911 gab es 38 Bewohner und sogar eine Schule. Die Zerstörungen durch zwei Sturmfluten und die Weigerung des Staates, den Wiederaufbau der Deiche zu unterstützen, führten dazu, dass seit 1913 keine Bewohner mehr auf der Insel gemeldet waren. 1982 kaufte der dänische Staat die Insel. Ein Ferienhaus aus den 1940er Jahren dient heute als Schutzhütte.

## Flora und Fauna
Auf Langli brüten zahlreiche Vögel wie Möwen und Seeschwalben. Die Insel darf daher nur nach Abschluss der Brutzeit betreten werden. Da sich im Jahr 2020 Füchse auf der Insel niedergelassen hatten, war der Bruterfolg bei Löffler, Seeschwalben und Möwen auch im Folgejahr 2021 ausgeblieben. Fast ganz verschwunden waren infolgedessen auch die Bestände der Austernfischer, der Säbelschnäbler und der Zwergseeschwalbe. Ein Bejagen der Füchse war bis 2021 nicht erfolgreich.